# Рід Отомо
Рід Отомо (яп. 大伴氏, Отомо-удзі) — стародавній аристократичний рід Японії. Мав провінційне походження. Стає одним з потужніших родів наприкінці періоду Ямато — на початку періоду Асука. Нове посилення відбулося наприкінці VI століття. В період Нара спільно з представниками імператорського дому чинив спротив посиленню клана Фудзівара. У 860-х роках відбувається занепад внаслідок поразки у протистоянні з Фудзівара. Не слід плутати з родом Отомо з о. Кюсю.

## Історія
Згідно з «Сінсе сьодзіроку» рід Отомо походив від «небесного божества» Ама-но Осіхі-но Мікото («Бога небесного багатого Сонця»). Втім напевне Отомо мали провінційне походження, на що вказує їхній титул того часу мурадзі. Поступове піднесення відбувається протягом V століття. У 465 році імператор Юряку надав титул О-мурадзі Отомо но Мурої, який також здобув вищі посади в державі. За часів імператора Бурецу Отомо но Канамура зумів перемогти своїх ворогів, забезпечивши вплив роду Отомо протягом правління 5 імператорів — до початку володарювання Бідацу у 570-х роках. В цей час з представники Отомо було витіснено з вищих посад кланами Мінонобе і Соґа.
З послабленням у 590-х впливу роду Мінонобе члени клану Отомо поступово відновлюють свої позиції при імператорському дворі. Згодом представники клану доклали зусиль до відсторонення роду Соґа від влади, підтримавши принца Нака но Ое і Накатомі но Каматарі. Під час смути Дзінсін клан Отомо надав допомогу Темму, що став імператором.
У 684 отримали титул сукуне (третій в системі кабане).
У період Нара рід Отомо спільно з родами Кі і Саекі, імператорськими принцами та родами, що мали родинні зв'язки з імператорським домом, насамперед Татібана, чинили спротив вдайдзьокані спробам клану Фудзівара перебрати усю владу в державі на себе. На відмінну від Фудзівара, Отомо спирався на традиційні японські цінності та синтоїзм. У цей період 108 представників клану Отомо обіймали придворні посади, з них 12 — вищі, а 9 були членами гісейкану (політичної ради в середині дайдзьокану), 59 осіб були камі (губернаторами) провінцій, а 154 — наділені придворними рангами.
Втім після подій 866, відомих як Оттемон-нохен (підпал Оттемон — Брами небесних побажань добра), Отомо разом з Мінамото і Кі були відсторонені від вищих посад, а весь вплив зосередили Фудзівара. З X сторіччя відбувається остаточний занепад роду Отомо, що поступово змінюють прізвище на Томо.

## Відомі представники
- Отомо но Муроя
- Отомо но Канамура
- Отомо но Куранусі, поет
- Отомо но Ясумаро, член дайдзьокана
- Отомо но Мітітарі, голова Палати цензорів
- Отомо Саканоуе, донька попереднього, поетеса
- Отомо но Табіто, поет
- Отомо но Якамоті, син попереднього, поет
- Отомо но Отомаро, перший сейї-тайсьоґун
- Отомо но Комаро, змовник проти Фудзівара но Накамаро